# Манила (Арканзас)
Манила (енгл. Manila) град је у америчкој савезној држави Арканзас.

## Демографија
По попису из 2010. године број становника је 3.342, што је 287 (9,4%) становника више него 2000. године.
| Група             | 2000.         | 2010.         |
| Белци             | 2.985 (97,7%) | 3.193 (95,5%) |
| Афроамериканци    | 1 (0,0%)      | 17 (0,5%)     |
| Азијати           | 2 (0,1%)      | 5 (0,1%)      |
| Хиспаноамериканци | 33 (1,1%)     | 96 (2,9%)     |
| Укупно            | 3.055         | 3.342         |